# Aeropuerto Internacional Mattala Rajapaksa

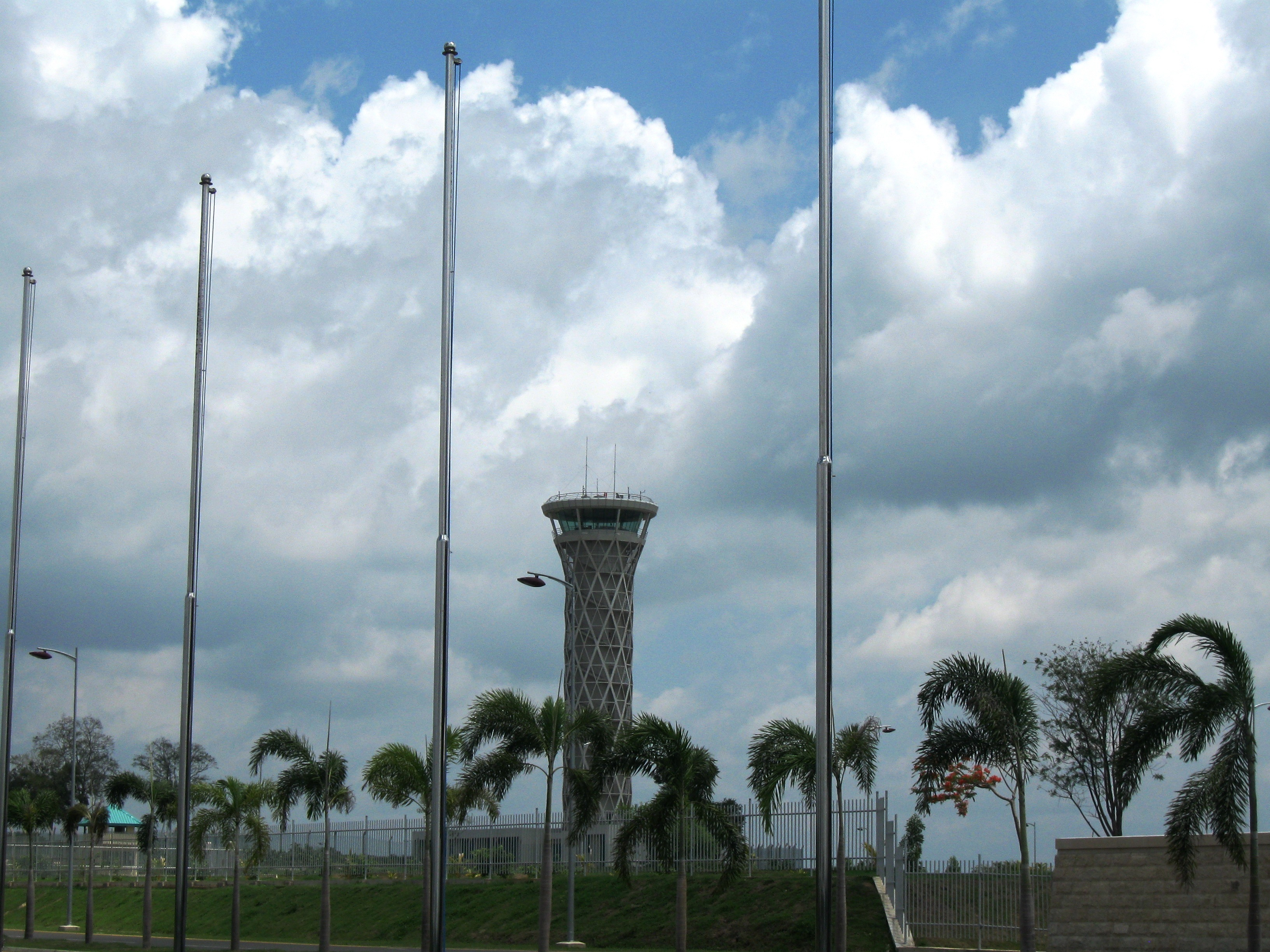
Torre de control del Aeropuerto Internacional Mattala Rajapaksa

El Aeropuerto Internacional Mattala Rajapaksa (en cingalés, මත්තල රාජපක්ෂ ජාත්‍යන්තර ගුවන්තොටුපළ) (en tamil, மத்தல ராஜபக்ஷ பன்னாட்டு விமான நிலையம்) (IATA: HRI, OACI: VCRI) es un aeropuerto que sirve la ciudad de Hambantota, Sri Lanka. Se encuentra en el pueblo de Mattala, aproximadamente 15 kilómetros (9 mi) de Hambantota. Es el segundo aeropuerto internacional del país, después del aeropuerto internacional Bandaranaike de Colombo.
El aeropuerto lleva su nombre de la familia Rajapaksa, una familia importante en la política de Sri Lanka. Mahinda Rajapaksa, un miembro de la familia que nació en Hambantota, inauguró el aeropuerto el 18 de marzo de 2013.
Las operaciones en el aeropuerto no han sido exitosas. Los críticos de Mahinda Rajapaksa dicen que el presidente malgastó dinero en el proyecto. SriLankan Airlines cerró su centro de conexión en febrero de 2015, explicando que había perdido mucho dinero operando en el aeropuerto.

## Historia
La administración de Mahinda Rajapaksa empezó a construir el aeropuerto de Hambantota en noviembre de 2009. Recibió asistencia financiera del Banco de Exportación-Importación de China en forma de créditos.
El aeropuerto fue parte del intento del Gobierno de Sri Lanka de desarrollar el Distrito de Hambantota, una de las regiones más pobre de Sri Lanka. Otros proyectos incluyeron un nuevo puerto y un estadio de críquet.
La primera fase costó 210 millones de dólares y ocupa 800 de las 2000 hectáreas designadas para el proyecto. El presidente Rajapaksa inauguró el aeropuerto el 18 de marzo de 2013, después de llegar en el primer vuelo a Hambantota (de SriLankan Airlines de Dubái).

## Problemas
Al principio muchas aerolíneas volaban a Hambantota, como Air Arabia, Mihin Lanka y flydubai. SriLankan Airlines estableció un centro de conexión en el aeropuerto con vuelos a Malé, Pekín, Shanghái, Yida y otros destinos. Pero en febrero de 2015 SriLankan terminó todos sus vuelos a Hambantota.
El aeropuerto de Hambantota es ubicado en un hábitat de aves migratorias y elefantes. Los ambientalistas habían advertido de esto, pero la Dirección Central del Medio Ambiente (CEA) y el Departamento de la Conservación de la Flora y Fauna (DWC) todavía permitieron la construcción del aeropuerto. Como consecuencia, han sido muchos colisiones entre aves y aviones saliendo de Hambantota. En una de las colisiones, las aves hicieron una grieta en el parabrisas del avión.
El aeropuerto es conocido como uno de los «elefantes blancos» de la administración de Mahinda Rajapaksa. Su administración había gastado millones de dólares en el proyecto, pero no ha sido exitoso. La pequeña población de Hambantota no ha podido apoyar los vuelos, y el aeropuerto está operando muy por debajo de su capacidad de 1 000 000 pasajeros. Para reducir los costos del aeropuerto, se han apagado los fuentes y el aire acondicionado de la terminal.

## Aerolíneas y destinos

### Pasajeros
| Aerolíneas                     | Destinos                                                                                |
| ------------------------------ | --------------------------------------------------------------------------------------- |
| Cinnamon Air                   | Batticaloa, Castlereigh, Colombo–Bandaranaike, Dambulla, Kandy-Victoria, Koggala, Kotte |
| FitsAir                        | Chárter: Colombo–Ratmalana                                                              |
| GullivAir                      | Chárter estacional: Bucarest, Sofía                                                     |
| SkyUp                          | Chárter estacional: Kiev–Borýspil                                                       |
| Ukraine International Airlines | Chárter estacional: Kiev–Borýspil                                                       |
| Uzbekistan Airways             | Chárter estacional: Taskent                                                             |
| Wizz Air Abu Dhabi             | Abu Dabi (inicia 1 de junio de 2022)                                                    |

### Carga
| Aerolíneas | Destinos          |
| ---------- | ----------------- |
| FitsAir    | Colombo–Ratmalana |

## Estadísticas
Ver fuente y consulta Wikidata.

## Instalaciones
El aeropuerto de Hambantota incluye una terminal de 12 000 metros cuadrados. La terminal tiene dos puertas de embarque y 12 mostradores de facturación. La pista tiene una longitud de 3500 metros y es capaz de recibir el Airbus A380, el avión comercial más grande del mundo.

## Vuelos comerciales
Flydubai terminó sus vuelos a Dubái en 2018, dejando el aeropuerto sin ningún servicio aéreo. Pocos pasajeros desembarcaban en el aeropuerto, y varios accidentes con aves presentaban un obstáculo para las operaciones de la compañía en Hambantota.